# Dăbovo
Dăbovo (bulgariska: Дъбово) är ett distrikt i Bulgarien.   Det ligger i kommunen Obsjtina Măglizj och regionen Stara Zagora, i den centrala delen av landet, 190 km öster om huvudstaden Sofia.